# Wejherowo
Wejherowo (Duits: Neustadt in Westpreußen, oorspronkelijk Weyhersfrey, naar stichter Jacob von Weiher) is een stad in het Poolse woiwodschap Pommeren, gelegen in de powiat Wejherowski. De oppervlakte bedraagt 25,65 km², het inwonertal 44.657 (2005).
Tot 1920 behoorde het tot de Duitse provincie West-Pruisen, daarna aan Polen. Rond 1905 was bijna de helft van de bevolking Duitstalig.
In het Przebendowski-paleis is het Museum van Kasjoebische en Pommerense Literatuur en Muziek gevestigd.

## Galerij

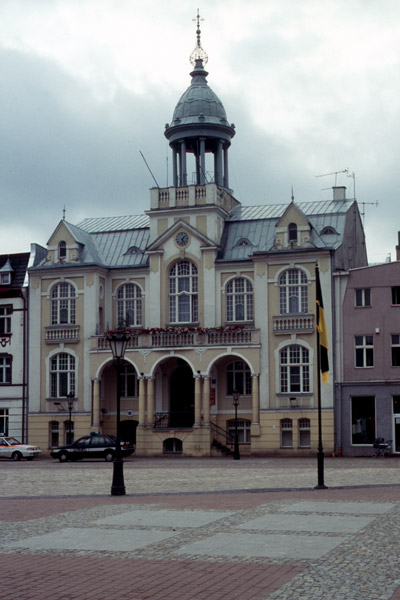
Gemeentehuis in Wejherowo

## Verkeer en vervoer
- Station Wejherowo
- Station Wejherowo Cementownia
- Station Wejherowo Nanice

## Geboren
- Paweł Poljański (1990), Pools wielrenner

Stadsdistricten:
Gdańsk · Gdynia · Słupsk · Sopot

Districten:
Bytów · Chojnice · Człuchów · Gdańsk · Kartuzy · Kościerzyna · Kwidzyn · Lębork · Malbork · Nowy Dwór Gdański · Puck · Słupsk · Starogard · Sztum · Tczew · Wejherowo

Grootste steden:
Chojnice · Gdańsk · Gdynia · Kwidzyn · Lębork · Malbork · Rumia · Słupsk · Sopot · Starogard Gdański · Tczew · Wejherowo